# Divriği

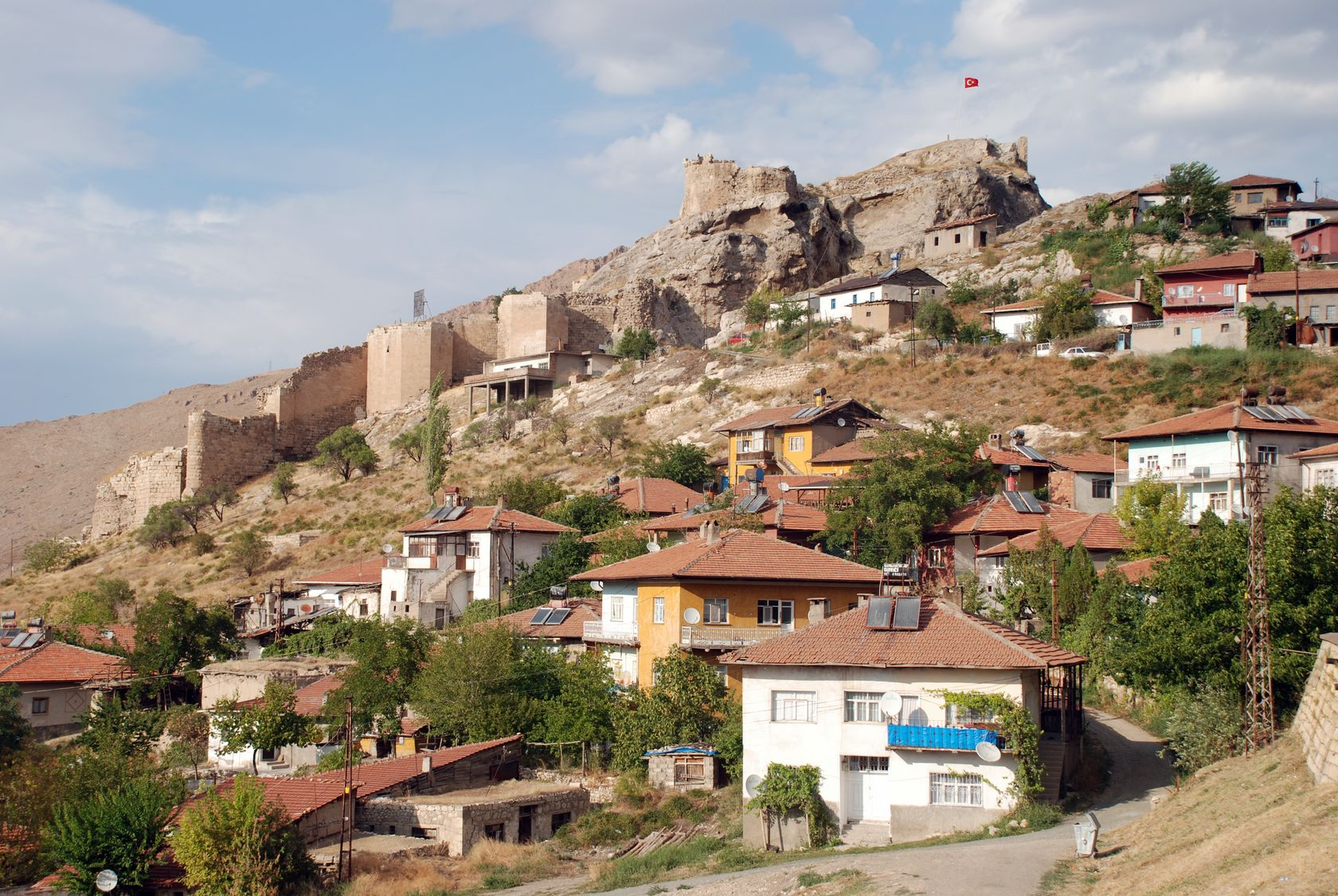
Südmauer der Festung. Am linken Bildrand verläuft die untere Westmauer quer zum Hang. Hinter dem Wehrturm oben beginnt die innere Westmauer.

Divriği, kurdisch Dîvrîgî, in byzantinischer Zeit Tephrike, ist eine Kleinstadt in der türkischen Provinz Sivas in Zentralanatolien und der Hauptort des gleichnamigen Landkreises. Divriği liegt etwa 100 km Luftlinie (172 Straßenkilometer) südöstlich der Provinzhauptstadt Sivas. Die auf einigen Stadtlogos vorhandene Jahreszahl (1877) dürfte auf das Jahr der Ernennung zur Stadtgemeinde (Belediye) hinweisen.
Die im 9. Jahrhundert gegründete Stadt ist vor allem wegen eines seldschukischen Gebäudekomplexes bestehend aus einer Moschee und einem Krankenhaus vom Anfang des 13. Jahrhunderts bekannt. Aus etwa derselben Zeit stammen eine Moschee innerhalb der Burgruine und mehrere muslimische Grabbauten (Türben) in der Altstadt. Ein weiteres Wohnviertel enthält gut erhaltene Wohngebäude aus der osmanischen Zeit.

## Lage
Divriği liegt am Rand einer Talebene, die vom Çaltı Suyu in südöstlicher Richtung durchflossen wird. Nördlich der Stadt verengt sich das Flusstal an der steilen Felsnase des Festungshügels und schlängelt sich in engen Kurven zwischen Felsbergen nach Osten, bis der Çaltı Suyu auf den von Erzincan kommenden Euphrat trifft. An der Einmündung macht der Euphrat einen scharfen Bogen nach Süden, um kurz danach an der Keban-Talsperre aufgestaut zu werden. In der leicht gewellten Ebene werden hauptsächlich kleinparzellige Getreidefelder angelegt; die umgebenden, vielfach zerfurchten Hügel sind mit Gras bewachsen und baumlos. Die gesamte Region ist bis auf die Talebenen nicht für Ackerbau nutzbar und nur dünn besiedelt.

## Landkreis
Der Landkreis liegt im Südosten der Provinz Sivas und grenzt an den Kreis Kangal im Westen, die Kreise Zara und İmranlı im Norden, die Kreise İliç und Kemaliye im Osten (beide Provinz Erzincan) sowie die Kreise Arapgir, Arguvan und Hekimhan aus der Provinz Malatya. Der Kreis wird von der Fernstraße D260 in West-Ost-Richtung (Kayseri–Kangala–Elazığ) durchquert.
Der Kreis (bzw. Kaza als Vorgänger) bestand schon bei Gründung der Republik Türkei 1923 und konnte zur ersten Volkszählung (1927) eine Einwohnerschaft von 25.172 (in 133 Ortschaften auf 2635 km² Fläche) aufweisen. Der Verwaltungssitz Dévriqui (damalige, an das französisch angelehnte Schreibweise) brachte es auf 4.789 Einwohner.
Ende 2020 bestand der Kreis neben der Kreisstadt aus 105 Dörfern (Köy) mit durchschnittlich 53 Bewohnern. Die Skala der Einwohnerzahlen reicht von 228 (Mursal) herunter bis auf 13 (drei Dörfer). 94 Dörfer hatten weniger als 100 Einwohner, Demirdağ und Kayacık wurden 2018 zu Mahalle der Kreisstadt. Die Bevölkerungsdichte ist sehr niedrig, der städtische Bevölkerungsanteil liegt bei 62,81 Prozent.

## Industrie
Wenige Kilometer nördlich der Stadt werden die größten Eisenerzvorräte der Türkei abgebaut. Die in den 1930er Jahren erschlossenen, sehr ergiebigen Magnetit-Vorkommen stellen den Haupterwerbszweig der Einwohner dar. Das Erz wird per Bahn gut 900 Kilometer nach Norden Richtung Schwarzes Meer transportiert. Dort wird es in den Stahlwerken von Karabük und Ereğli, die in der Nähe der Steinkohleabbaugebiete liegen, verarbeitet.

## Verkehr
Die wichtigste Straßenverbindung von Divriği, die D 260, verläuft über den 1950 Meter hohen Pass Karaşar Gecidi in den Yama-Bergen (Yama Dağı) 70 Kilometer nach Westen, wo sie in der Ebene bei der Kleinstadt Kangal auf die Schnellstraße D 850 zwischen Sivas und Malatya trifft. Von hier nach Sivas sind es weitere 68 Kilometer. Die D 260 führt nach Südosten etwa 180 Kilometer bis Elazığ. Nach Erzincan im Osten besteht keine direkte Straßenverbindung. Aus dieser Richtung kommend folgt die Eisenbahnlinie ab Erzurum dem Karasu, wie der nördliche Quellfluss des Euphrat genannt wird, über Erzincan und das letzte Stück vor Divriği durch zahlreiche Tunnels dem engen Tal des Çaltı Suyu und führt von Divriği weiter nach Sivas. Der Bahnhof liegt einen Kilometer nördlich des Stadtzentrums am Fluss in der Ebene. Nach Sivas verkehren mehrere Busse täglich. Seltener sind Busse, die über Malatya weiter nach Süden fahren.

## Geschichte

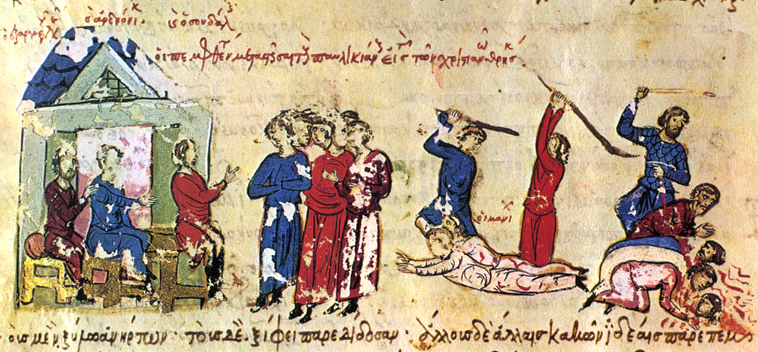
Verfolgung der Paulikianer unter Kaiserin Theodora im Jahr 843. Illustration um 1200 in der Chronik des Johannes Skylitzes

In altgriechischen Texten wird die Gegend Apbrike genannt. Nach der Teilung des römischen Imperiums 395 gehörte sie zum Byzantinischen Reich. Der Name Apbrike wurde später für die strategisch über der engsten Stelle des Flusses gelegene Festung Tephrike übernommen, die seit der mittelbyzantinischen Zeit (ab Mitte 7. Jahrhundert) erwähnt wird. Ende des 6. Jahrhunderts drangen mehrfach Sassaniden nach Anatolien vor, Melitene (heute Malatya) und Tephrike erlitten dieselben häufigen Machtwechsel. 575 oder 576 fügten die Byzantiner in der Schlacht bei Melitene den Sassaniden eine schwere Niederlage bei. Im Zuge der islamischen Expansion um 650 fielen Araber in Anatolien ein.
Um 843 wurde das byzantinische Dorf Tephrike zur Zufluchtstätte und zum Zentrum der armenischen Paulikianer, die mit Unterstützung der abbasidischen Herrscher von Melitene die erste Stadt gründeten. Die häretischen Sektenmitglieder der Paulikianer waren besonders von der byzantinischen Kaiserinmutter Theodora II. (reg. 842–867) verfolgt worden, bevor sich ihr Führer Karbeas an den Emir von Melitene wandte, der ihnen Tephrike zur Ansiedlung zuwies. Dort entfalteten sie sich unter der Schutzmacht des Kalifen von Bagdad zu einem regionalen Machtzentrum in Zentralanatolien, bauten die Festung aus und unternahmen Feldzüge gegen die Byzantiner. Im Jahr 872 besiegte Kaiser Basileios I. (reg. 867–886) ihr Oberhaupt Johannes Chrysocheir in einer Schlacht und eroberte die Stadt. Die führerlos gewordenen und geschwächten Paulikianer zogen mehrheitlich nach Thrakien, wo sie Einfluss auf die spätere Sekte der Bogumilen ausübten. Die Stadt der Paulikianer dürfte nicht viel mehr als den Bereich der Zitadelle umfasst haben.
Bis 1071 gehörte Tephrike zum Byzantinischen Reich. In dieser Zeit saß hier ein byzantinischer Militärführer, zunächst mit dem Titel kleisourarch, später hieß er strategos. Das Divriği-Tal dürfte damals nicht sonderlich wohlhabend gewesen sein. 1071 besiegten die Seldschuken unter der Führung von Alp Arslan in der Schlacht bei Manzikert das Heer des byzantinischen Kaisers Romanos IV. Tephrike kam nach der Schlacht (um 1100) in den Machtbereich des türkischen Stammesführers Mengücek, eines Vasalls der Seldschuken, der ein Fürstentum (Beylik) in Ostanatolien einrichtete, das bis mindestens 1252 bestand. Die seither Divriği genannte Stadt dehnte sich nun am Hang südwestlich unterhalb der Burg aus. Zu den frühen Bauten der Mengücek-Dynastie gehörte die Moschee innerhalb der Burg, die damals offensichtlich als Freitagsmoschee diente, bevor 1228/29 die Große Moschee etwas unterhalb gebaut wurde. 1252 belagerten die Mongolen unter Hülegü die Stadt und zerstörten nach ihrer Eroberung wie überall Festung und Stadtmauer. Wenige Jahre danach war Divriği wieder aufgebaut.
Unter Selim I. wurde die Stadt 1516 Teil des Osmanischen Reiches. Auf einem Hügel auf der gegenüberliegenden Seite des Flusses ließ ein regionaler Machthaber (derebey) Ende 17. oder im 18. Jahrhundert die Festung Kesdoğan Kalesi errichten. Es scheint, dass um diese Zeit der Ort recht klein war, die Bevölkerung zum größten Teil innerhalb der Festungsmauern lebte und die Herrscher wegen der feindlichen Bedrohung eine weitere Verteidigungsanlage benötigten. Im 19. Jahrhundert war Divriği wieder angewachsen, die Einwohner profitierten vom Handel, besonders mit Kupfererz, das bei Ergani Maden (nahe Diyarbakır) und Keban abgebaut und durch das Tal in westliche Richtung transportiert wurde. Im 19. Jahrhundert entstand auch das etwas weiter unten im Tal, heute westlich der Durchgangsstraße gelegene Wohnviertel. Ende des 19. Jahrhunderts wurden die direkt südlich der Zitadelle stehenden Wohnhäuser aufgegeben.

## Stadtbild
Im Jahr 2008 lebten in der Stadt 11.388 und im Landkreis 17.476 Einwohner. Die Durchgangsstraße von Sivas nach Malatya verläuft in nord-südlicher Richtung am Fuß des Festungshügels entlang. Östlich davon bildet das kompakte Geschäftsviertel ein unregelmäßiges Straßennetz, das nach oben steil ansteigt. Hier stehen zwischen den Häusern die mittelalterlichen Grabbauten. Die Bebauung endet an der Großen Moschee, dahinter führen Fußwege zu den Festungsruinen hinauf. Das sich nach Westen im Tal ausdehnende Wohnviertel ist weitläufiger, aber weniger dicht bebaut. Es gibt zwei Hotels nebeneinander am nördlichen Eingang zur Altstadt. Der Busbahnhof befindet sich 500 Meter südlich des Zentrums an der Straße nach Malatya.

### Große Moschee und Krankenhaus
Eines der bedeutendsten mittelalterlichen Bauwerke Kleinasiens ist die von einem Emir der Mengücek-Dynastie erbaute Große Moschee mit Krankenhaus (türkisch Ulu Camii ve Darüşşifa). Das langrechteckige Gebäude ist nach Süden ausgerichtet, wo sich auf etwa einem Drittel der Grundfläche das ehemalige Krankenhaus befindet. Der nördliche Moscheetrakt ist eine fünfschiffige Pfeilerhalle, deren Mihrāb in die Zwischenwand beider Gebäudeteile eingelassen ist. Das Portal des Hospitals an der Westwand und die beiden Portale der Moschee an der West- und Nordwand sind überaus aufwendig mit vollplastischen geometrischen und pflanzlichen Ornamenten gestaltet.

### Festung

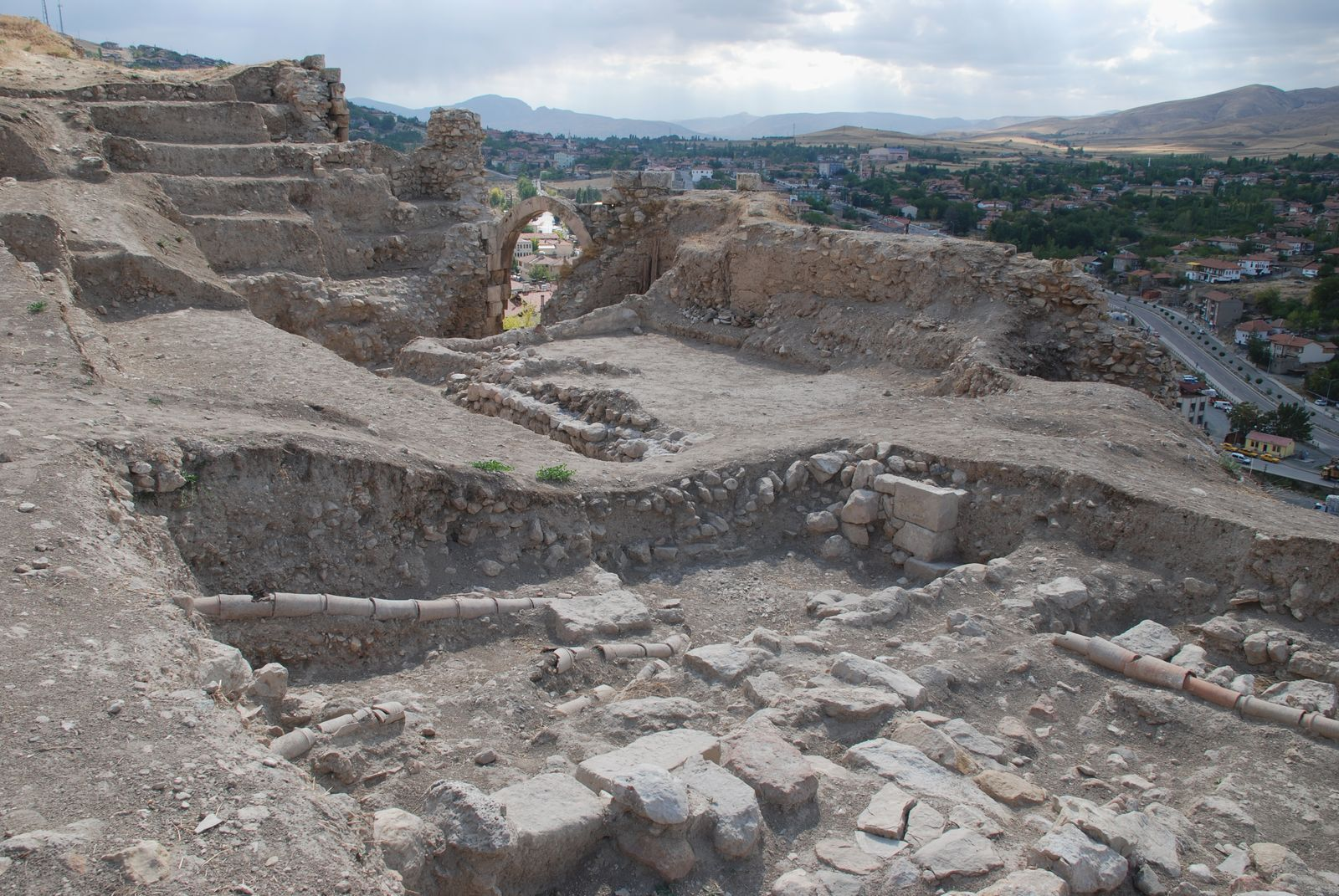
Neue Ausgrabungen am Tor der unteren Westmauer. Blick nach Süden. Hinter dem Tor das Geschäftsviertel, jenseits der Straße nach Malatya im Grünen die Stadterweiterung im 19. Jahrhundert

Am relativ flachen Westhang war die Festung von einer doppelten Mauer geschützt, innerhalb derer die mittelalterliche Wohnsiedlung gelegen haben dürfte. Die untere der beiden Mauern ist in beinahe gesamter Länge als Ruine erhalten. Eine Reihe halbrund aus der Fläche tretenden Wehrtürmen verstärkten das teilweise noch in originaler Höhe aufrecht stehende Mauerwerk. Die äußere Schale besteht aus großen, regelmäßig gefügten Steinquadern mit Bossen und grob gefasten Kanten. Zwischen den massiven Rundtürmen sind zwei polygonale Türme erhalten, von denen der nördliche ursprünglich innen einen Hohlraum besaß. Beim südlichen polygonalen Turm lag – in der Mitte der Westseite – der Eingang, durch dessen freitragenden Rundbogen aus sorgfältig behauenen Steinen der heutige Pfad nach oben führt. Die Umfassungsmauer wurde in der Regierungszeit des Mengücek-Herrschers Ahmad Schah in den 1230er und 1240er Jahren errichtet. Ein nördlicher Torrest ist 1236/37 datiert, ein südlicher Teil 1242/43. Bei neuen Grabungen hinter dem Eingang in den Jahren seit 2000 wurden Hausgrundmauern und Wasserleitungen freigelegt.
Oberhalb einer Felskante am Südrand der Festung erhebt sich ein rechteckiger Wehrturm, der 1252 von Salih, dem Sohn von Ahmad Schah erbaut wurde. An seinem oberen Ende sind Reste von Wurföffnungen (Maschikuli) zu sehen. Hier begann die obere Wehrmauer, die – soweit rekonstruierbar – in einer geraden Linie nach Norden verlief. Die beiden Mauern am Westhang wurden an ihren südlichen Enden durch eine einzige Südmauer verbunden. Zu ihrer Verstärkung dienten zwei weit hervortretende polygonale Wehrtürme, deren Steinquader eine fast glatte Oberfläche besitzen. Die Steilhänge im Norden und Osten waren durch eine direkt entlang der Kante verlaufende Mauer geschützt und an einer Stelle im Norden als Aussichtspunkt ausgebildet. Im Nordosten führen einige alte Steintreppen zu einer Klippe über dem Fluss.

#### Kale Camii

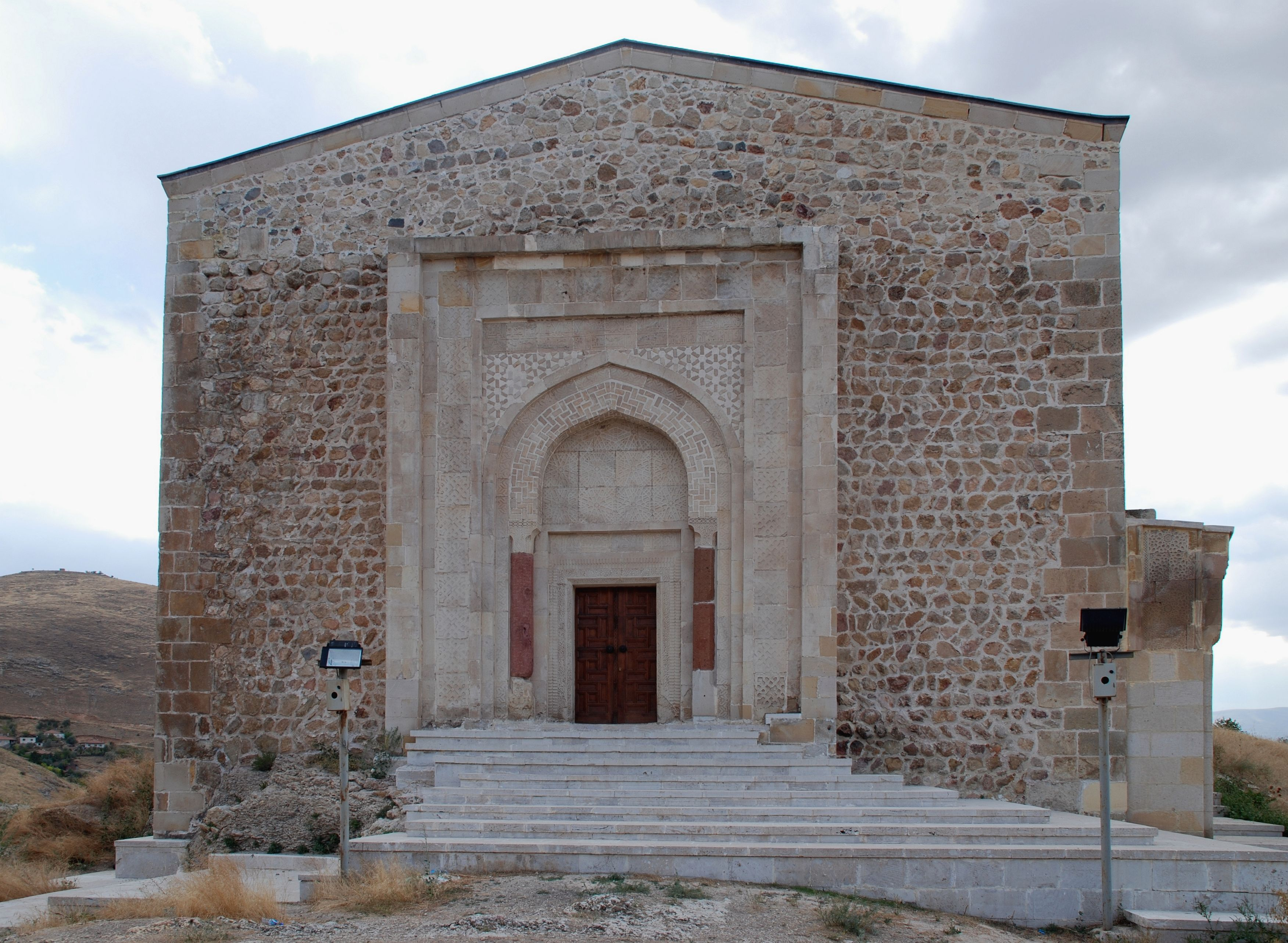
Kale Camii, Nordfassade

Die Burgmoschee (Kale Camii) wurde 1180/81 unter Sayf al-Din Schahanschah (reg. um 1171–1196), dem Großvater von Ahmad Schah erbaut. Das 2007–2008 vollständig kaputtrestaurierte Gebäude hat einen rechteckigen basilikalen Grundriss mit drei Schiffen. Je drei Pfeiler in beiden Reihen sind durch spitzbogenförmige Gurtbögen miteinander verbunden. Das Mittelschiff wird von einem Tonnengewölbe überdeckt, die beiden Seitenschiffe von einer Reihe von vier Kuppeln, deren Kreisform aus der quadratischen Grundfläche über Pendentifs erreicht wird. Die symmetrisch angeordneten, gleich großen Kuppeln waren eine Innovation. Der originale hölzerne Minbar und eine Inschrift mit dem Namen Süleyman bin Schahanschahs (reg. um 1197 – um 1229) wurden in eine andere Moschee gebracht und sind heute verloren.  Außen ist das flache Giebeldach neu mit Blech gedeckt. Die Außenwände bestehen aus kleinformatigen, heute verfugten Bruchsteinen und sind schmucklos.
Einzig das Portal in der Nordwand ist mit geglätteten Steinen gestaltet. Ein hoher zweistufiger Rechteckrahmen umgibt das von einem Kielbogen eingefasste Ornamentfeld (Tympanon) über der Tür. Ein breites Band mit einem diagonalen Gittermuster läuft innen am Rahmen entlang. Das Tympanon ist mit einem sternförmigen Flachrelief ausgefüllt. Kielbogen und Dreieckfelder zwischen Bogen und Außenrahmen sind mit Ziegelmustern ausgefüllt: Das Portal ist das früheste klar erkennbare Beispiel für die persisch-seldschukische Ornamentkombination aus Stein, Ziegeln und Fayencen in Kleinasien. Über dem Kielbogen ist die Kufi-Gründungsinschrift mit der Jahreszahl 576 AH (1180/81 n. Chr.) zu lesen. Als Baumeister (ustad) signierte Ḥasan bin Fīrūz (Hasan ibn Piruz) von Maragha.

#### Armenische Kirche
Am Westhang unterhalb der Zitadelle steht die Ruine einer armenischen Kirche, die vermutlich vom Ende des 19. Jahrhunderts stammt. Ihr armenischer Name ist Uc Horm, türkisch heißt sie einfach Yukarı Kilise („Obere Kirche“), zur Unterscheidung von einer praktisch verschwundenen „Unteren Kirche“. Die dreischiffige Basilika mit einem breiteren und höheren Mittelschiff schloss im Osten mit drei überwölbten Apsiden ab. Die Wände bestehen aus rechteckig behauenen, aber grob gefügten Steinquadern. Die nördliche und südliche Längswand ist innen mit vier Blendbögen über Pilastern, die drei schmale Rundsäulen imitieren, gegliedert. Zwischen den Blendbögen sorgten hohe Rundbogenfenster für Licht in der Nordwand. Die dem Hang zugekehrte Südwand ist vermutlich durch einen späteren Erdrutsch bis zur Dachtraufe außen verschüttet, ebenso verschüttet ist das südliche der drei kleineren Apsidenfenster. Erhalten sind die Nord- und Ostwand sowie ein großer Teil der Südwand.

### Altstadt

#### Sitte Melik Türbesi

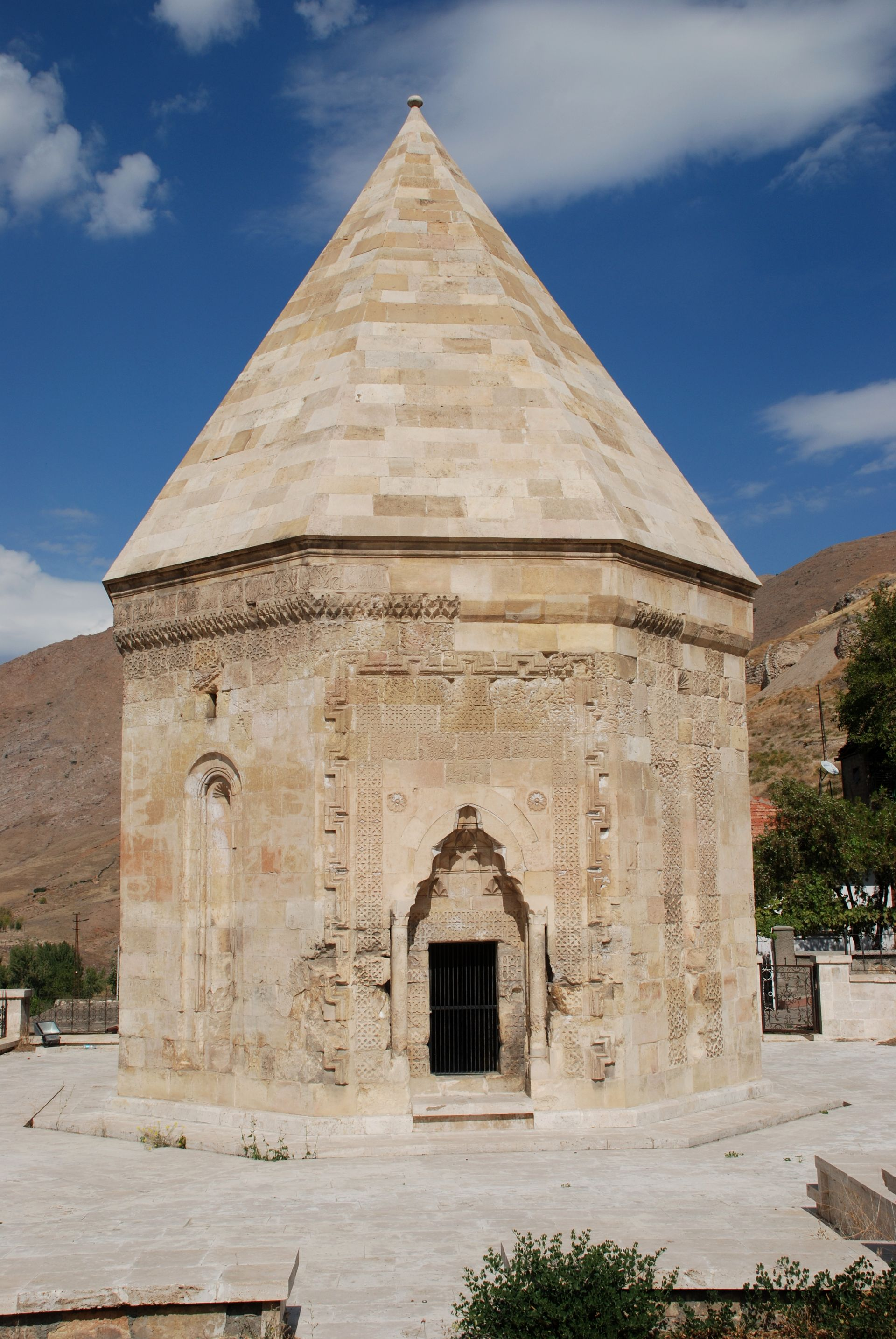
Sitte Melik Türbesi

Die Türbe liegt am oberen Ende der Altstadt nordwestlich der Großen Moschee. Früher gabelte sich hier der aus der Ebene kommende Weg nach links in Richtung der Mengücek-Siedlung in der Burg und nach rechts zum Suq. Der Platz um den Grabbau entwickelte sich im Lauf der Jahrhunderte zu einem Friedhof, der Aşaği Qubbe Mezarliği („Unterer Kuppelgrabbau-Friedhof“) hieß. Die sorgfältig restaurierte Türbe wurde 1195/96 fertiggestellt als Mausoleum für den Ende 12. Jahrhundert verstorbenen Mengücek-Herrscher Schahschahan. Benannt wurde sie nach Sitte Melik Hatun (arabisch Sitta Malika), einer Dame, die 1365 ihr Vermögen in eine Stiftung (waqf) zugunsten der Großen Moschee einbrachte. Es wird angenommen, dass sie ebenfalls in der Türbe begraben liegt. 1464 wurde noch ein mamlukischer Statthalter hier beerdigt.
Das Mausoleum des Sultans wurde zum Vorbild für die weiteren, einfacher gestalteten Grabbauten aus der Mengücek-Zeit in Divriği, in denen nachrangige Fürsten oder Machthaber begraben liegen. Die Architektur eines oktogonalen Turmbaus, der mit einem ebensolchen hohen Dachaufbau (oder mit einem Kegeldach) abschließt, ist typisch für einen seldschukischen kümbet. Die Gestaltung konzentriert sich auf den als Portal gestalteten Eingang. Die gesamte Eingangsfassade ist von einem Mäanderband im Hochrelief umgeben. Nach innen schließt sich ein flaches Ornament mit ineinanderfolgenden Kreisen an, die in acht Richtungen von Doppelstreifen durchzogen werden. Unter der waagrechten, breiteren Ornamentfläche über der Tür befindet sich ein Inschriftstein, auf dem der Name des Gründers genannt wird. Die Tür ist durch eine dreieckige Muqarnas-Nische zurückgesetzt, der umgebende und nur leicht angedeutete Kielbogen wird von frei herausgearbeiteten Ecksäulen getragen. Unterhalb der Traufe finden sich ein geometrisches Flechtband, darüber ein wabenförmiges Gesims und über diesem umlaufend eine lange historische Inschrift.

#### Weitere Gebäude in der Altstadt
Die Kamareddin Türbesi aus dem Jahr 1196 steht südwestlich der Großen Moschee und ist von dieser ebenso weit entfernt wie die Sitte Melik Türbesi. Kamareddin (Kamar ad-Din) war ein hochrangiger staatlicher Verwalter, der sehr wahrscheinlich in einem der beiden unbeschrifteten Grabmäler im Innern begraben liegt. Nach lokaler Tradition soll die Türbe für den Baumeister der Großen Moschee errichtet worden sein. Das oktogonale Gebäude mit Pyramidendach ist gut erhalten. Der Bogen über dem Eingang besteht aus einem halbkreisförmig eingekerbten Band, die übrigen Wände sind schlicht.
Weiter südlich, in der Nähe der Durchgangsstraße ist die schmucklose oktogonale Kemankeş Türbesi erhalten. Sie wurde 1240/41 von Siraj ad-Din Dandar errichtet, der vermutlich ein Amt unter Ahmad Schah innehatte. Sie war für Dandars Sohn Nur ad-Din Salih bestimmt.
Die Kantaba Camii wenige Meter nördlich ist ein Moschee-Neubau von etwa 1900 an der Stelle eines Mausoleums aus dem Ende des 15. Jahrhunderts für Nasr ad-Din Muhammad († 1489), dem Sohn eines mamlukischen Gouverneurs der Stadt. Sein Grab und das eines Emirs befinden sich in der Moschee. Das frühere Mausoleum wurde von Nasr ad-Dins Vater Qayt Bay in Auftrag gegeben. Von einer Gasse in der Altstadt ist über eine einbogige osmanische Steinbrücke das einzige Hamam der Stadt zu erreichen. Das restaurierte Badehaus Ali Kaya Hamamı aus dem Jahr 1667 liegt direkt an der Durchgangsstraße.

### Osmanische Stadterweiterung

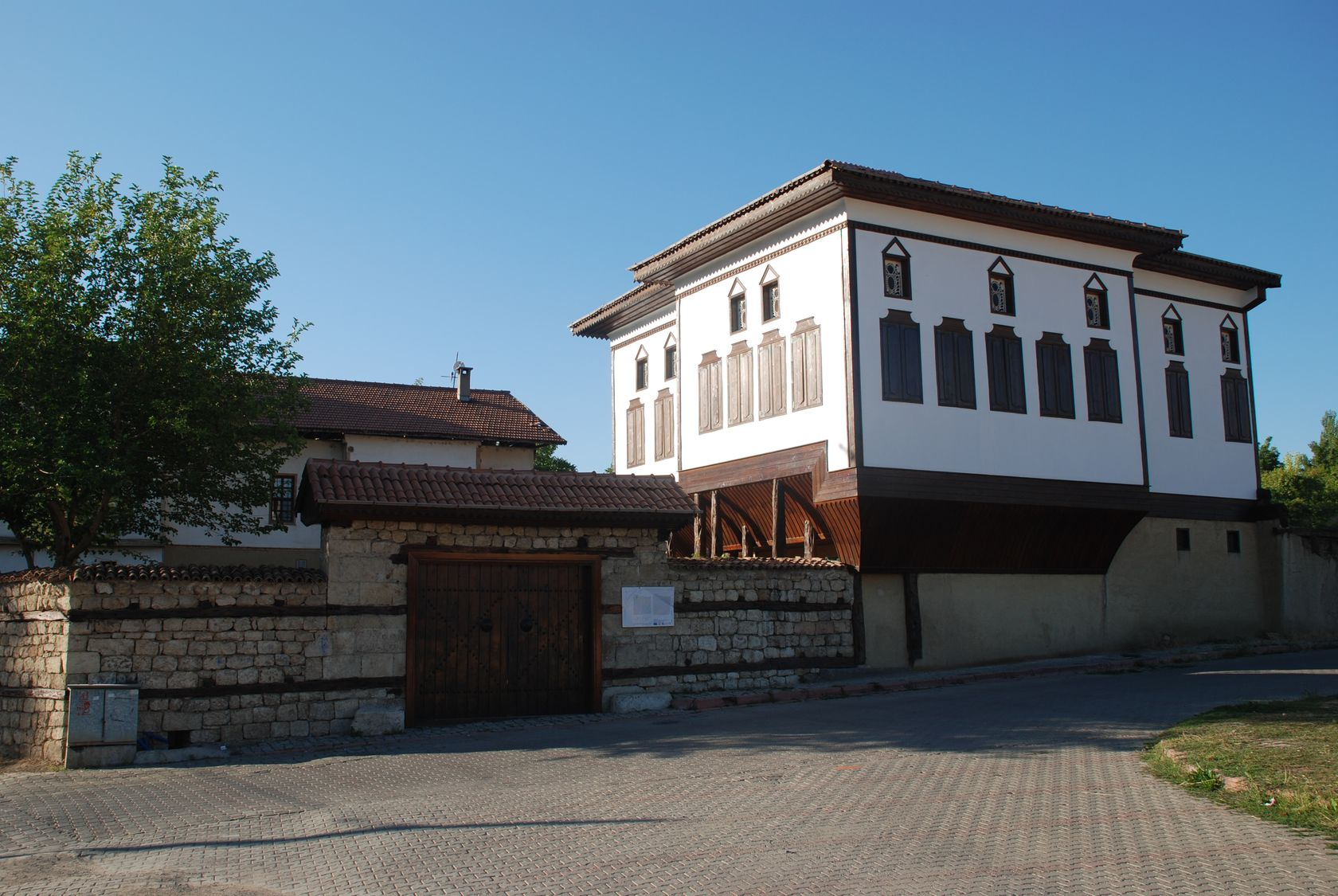
Restaurierter Teil des A’yan Ağa Konağı

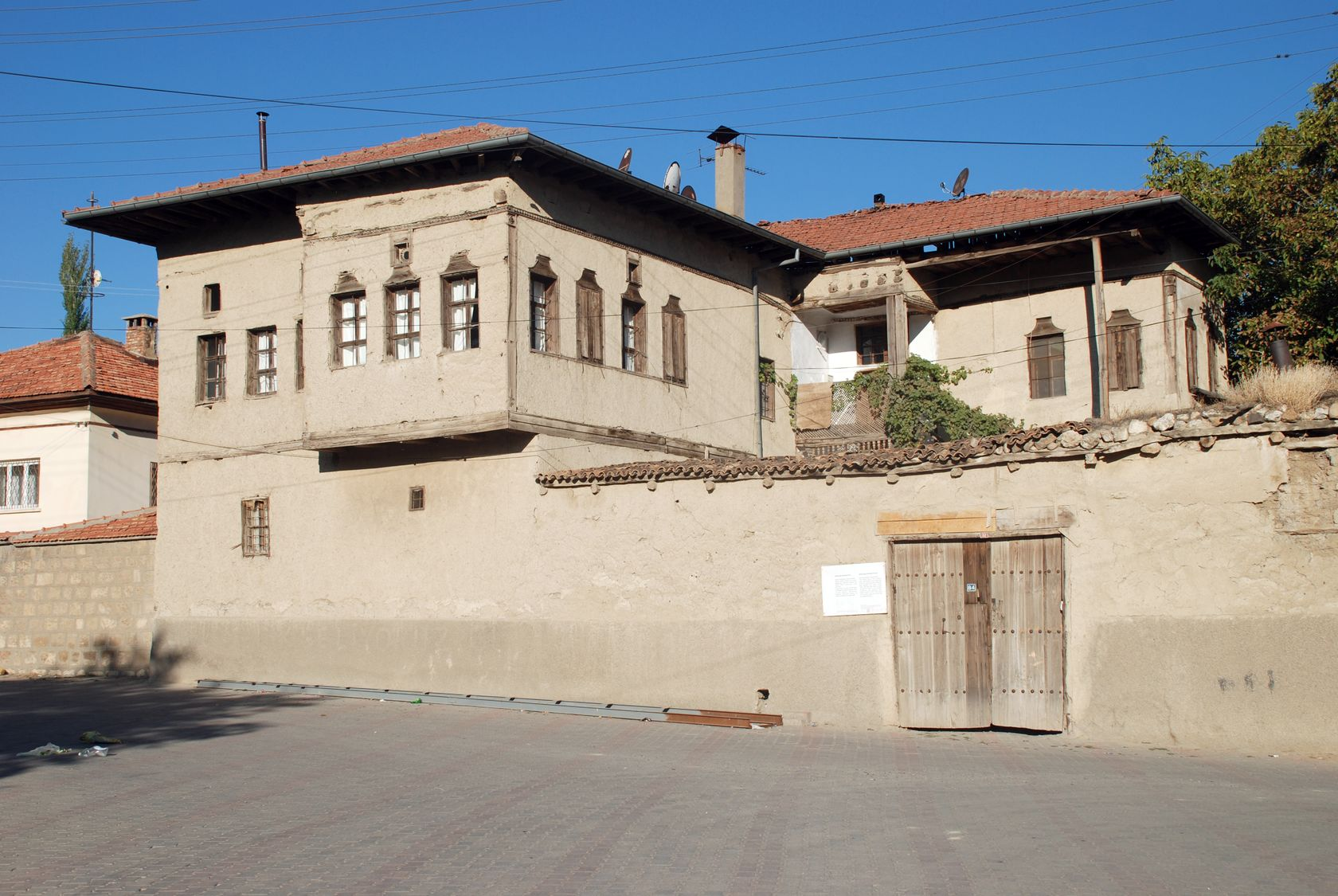
Unrestauriertes Hafislioğlu Ebubekir Evi

In der ausgedehnten Wohnsiedlung westlich der Durchgangsstraße in der Talebene sind zahlreiche Wohngebäude aus dem 19. Jahrhundert erhalten. Die Häuser bestehen aus einer äußeren Holzrahmenkonstruktion. Die Wände wurden traditionell mit Lehmziegeln ausgemauert, mit einer Lehm-Häcksel-Mischung verputzt und entweder naturbraun belassen oder weiß gekalkt. In derselben Bauweise, aber in unterschiedlicher Qualität der Ausführung sind Straßenzüge mit Reihenhäusern, einfache freistehende Bauernhäuser mit angrenzenden Stallungen oder Schuppen am Straßenrand und herrschaftliche Anwesen in Gärten hinter hohen Lehmmauern erhalten. Charakteristisch sind in die Stein- oder Lehmziegelmauern eingelegte Zugbalken. Ein Teil der noch bestehenden Gebäude befindet sich in einem ungerichteten, aber erhaltenswerten Zustand, ein anderer Teil wurde sorgfältig mit denkmalpflegerischen Ansprüchen restauriert. Das in der Ortsverwaltung vorhandene Bewusstsein für die Bewahrung der historischen Bausubstanz wird an den aufgestellten Hinweistafeln vor einzelnen Gebäuden erkennbar. Bisher gibt es keine Ansätze für eine touristische Vermarktung wie etwa in Safranbolu.
A’yan Ağa Konağı ist ein um 1838 von Karamahmud oğlu Mehmed Ağa erbauter herrschaftlicher Gebäudekomplex im Bezirk Karayusuf (Karayusuf Mahallesi). Der ursprüngliche Grundriss bestand nach der klassischen Einteilung aus einem Männertrakt (selamlık) im vorderen Teil. Mit diesem war über Treppen und Gänge der rückwärtige mabeyn verbunden, von dem der Innenhof zu überblicken war. Noch weiter hinten schloss sich der Frauentrakt (harem) an. Der Verbindungsteil zwischen Männertrakt und mabeyn, der große Versammlungsraum der Männer (diwanhane) und die darunterliegenden Stallungen sind zerstört. Erhalten geblieben sind der selamlık im Obergeschoss und die Nebenräume und Kammern für das Personal im Erdgeschoss. Zum selamlık gehören ein Aufenthaltsraum (selamlık sofası), ein Hauptraum (başoda), eine Kaffeeküche und ein weiterer Raum.
Das Hafislioğlu Ebubekir Evi ist ein Beispiel für ein nicht in jüngster Zeit restauriertes Gebäude. Der vordere selamlık-Teil stammt aus den 1850er Jahren, der dahinterliegende harem vom Anfang des 19. Jahrhunderts. In den 1970er Jahren wurden einige Reparaturen durchgeführt.
Ein eigenes Wohnquartier, das von einer Lehmziegelmauer umgeben war, stellt die Häusergruppe Tevrüzlü Evleri vom Anfang des 20. Jahrhunderts dar. Sie gehörte der Familie Tevrüzlüoğulları und grenzte früher an die Gebäude der Bezirksverwaltung (hükümet binası). Eine Besonderheit ist das zentrale, die anderen überragende Gebäude, dessen Aufenthaltsraum (yıldız köşkü, vgl. Kiosk) im zweiten Obergeschoss einen oktogonalen Grundplan besitzt.

### Kesdoğan Kalesi
Nordöstlich des Festungshügels auf der gegenüberliegenden Seite des Flusses ist auf der Spitze eines schroffen Felsens die im 17. Jahrhundert erbaute Burg Kesdoğan zu sehen. Der Weg dorthin führt in der Nähe der armenischen Kirche am Hügel entlang und steil ins Flusstal hinunter, wo die Eisenbahnbrücke überquert werden muss, weiter in einem Seitental nach Norden und jenseits eines Gipfels im nächsten Tal nach Osten. Die kleine Verteidigungsanlage nimmt die gesamte Hügelkuppe von etwa 70 Metern Länge in Ost-West-Richtung ein. Nach Westen fällt eine Felswand nahezu senkrecht zum Fluss ab, genauso steil sind die Abbruchkanten im Süden und Osten. Verteidigungsmauern waren daher nur an der nördlichen Längsseite erforderlich. Zwei rechteckige massive Wehrtürme und ein polygonaler Eckturm sind erhalten. Westlich des letzteren dürfte sich der Zugang befunden haben. Neben der Wandecke einer Gebäuderuine ist eine in den Fels gehauene Zisterne zu sehen.

## Söhne und Töchter der Stadt
- Ahmet Abakay (* 1950), Journalist und Schriftsteller
- Feyzullah Çınar (1937–1983), Volksliedsänger (Aşık)
- Nuri Demirağ (1886–1957), Industrieller und Politiker
- Necdet Ergün (* 1954), Fußballspieler und -trainer
- Aliye Timisi Ersever (* 1963), Politikerin
- Mercan Erzincan (* 1976), Sängerin und Saz-Spielerin
- Ibrahim Kaya (* 1966), Architekt und Schriftsteller
- Refik Koraltan (1890–1974), Bürokrat und Politiker
- Abdullah Papur (1945–1989), Sänger